# Kurt Weber
Kurt Weber (24. května 1928, Těšín – 4. června 2015, Mohuč) byl polský kameraman a režisér židovského původu.
Kameroval například filmy Der König von St. Pauli (1998), Winterspelt 1944 (1978), Morderca zostawia ślad (1967), Salto (1965), Zaduszki (1961).
Od roku 1979 byl profesorem na Univerzitě Johannese Gutenberga v Mohuči.